# 서신면
서신면(西新面)은 대한민국 경기도 화성시에 위치한 면이다.

## 개요
서신면은 서울 서남부에 위치한 임해지역으로 수도권 1시간 이내의 교통망 형성과 대단위 국책사업인 시화지구, 화옹지구 간척개발 사업으로 대규모 용지 확보에 따라 농지조성 등 다양한 형태의 개발 가능성이 무한한 지역이다. 화성팔경중 두 곳이(천혜의 관광지인 제부모세와 궁평낙조) 위치해 있으며 어촌체험마을 조성 등 향후 체계적인 개발시 수도권 휴양지역으로 각광받을 것으로 예상된다. 현재 많은 관광객이 즐겨 찾고 있으며 일조량이 많고 해양성기후의 영향으로 원예농업(포도, 복숭아, 배)이 발달, 신선하고 고품질의 농수산물자원을 바탕으로 농어가 고소득원으로 자리매김하고 있다. 제부도로 갈 수 있지만 썰물 때만 길이 생긴다.

## 행정 구역
| 법정리 | 한자명 | 행정리           | 비고                       |
| ------ | ------ | ---------------- | -------------------------- |
| 전곡리 | 前谷里 | 전곡1리~전곡3리  |                            |
| 상안리 | 尙安里 | 상안1리, 상안2리 |                            |
| 광평리 | 廣坪里 | 광평리           |                            |
| 장외리 | 墻外里 | 장외리           |                            |
| 송교리 | 松橋里 | 송교1리, 송교2리 |                            |
| 제부리 | 濟扶里 | 제부리           |                            |
| 홍법리 | 弘法里 | 홍법리           |                            |
| 사곶리 | 仕串里 | 사곶리           |                            |
| 매화리 | 梅花里 | 매화1리~매화4리  | 서신면 행정복지센터 소재지 |
| 용두리 | 龍頭里 | 용두1리, 용두2리 |                            |
| 궁평리 | 宮坪里 | 궁평1리, 궁평2리 |                            |
| 백미리 | 百味里 | 백미리           |                            |
| 12리   |        | 21행정리         |                            |

## 교육
- 서신초등학교
- 서신초등학교(제부분교)
- 해운초등학교
- 서신중학교